# Natalia Yujareva
Natalia Aleksándrovna Yujareva –en ruso, Наталья Александровна Юхарева– (San Petersburgo, 17 de septiembre de 1975) es una deportista rusa que compitió en judo. Ganó una medalla de bronce en el Campeonato Europeo de Judo de 2004, en la categoría de –57 kg.

## Palmarés internacional
| Campeonato Europeo | Campeonato Europeo | Campeonato Europeo | Campeonato Europeo |
| Año                | Lugar              | Medalla            | Categoría          |
| ------------------ | ------------------ | ------------------ | ------------------ |
| 2004               | Bucarest (Rumania) | Medalla de bronce  | –57 kg             |